# خبرگزاری مهر
خبرگزاری مهر یک خبرگزاری ایرانی است که وابسته به سازمان تبلیغات اسلامی و عضو سازمان خبرگزاری‌های آسیا و اقیانوسیه (اوآنا) است. مهر، فعالیت آزمایشی خود را در اسفند ۱۳۸۱ با دو خروجی به زبان‌های فارسی و انگلیسی آغاز کرد. و حدود شش ماه بعد، در سوم تیر ماه ۱۳۸۲، با مدیریت عاملی پرویز اسماعیلی به صورت رسمی آغاز به کار کرد. سازمان تبلیغات اسلامی صاحب امتیاز این خبرگزاری است و مدیرعامل مهر همزمان مدیریت روزنامه تهران تایمز و روزنامه تازه تأسیس «آگاه» را نیز عهده‌دار است. مدیرعامل کنونی خبرگزاری مهر و روزنامه‌های تهران تایمز و آگاه، محمد مهدی رحمتی است. خبرگزاری مهر خود را متعهد به رعایت میثاق اخلاق حرفه‌ای خبرگزاری‌ها می‌داند و شعار این خبرگزاری "با مهر به دنیا نگاه کنیم" است.

## تاریخچه
خبرگزاری مهر ۱۸ اسفند ۱۳۸۱ فعالیت آزمایشی خود را با مدیریت پرویز اسماعیلی آغاز کرده و در ۲۹ اردیبهشت ۱۳۸۲ به صورت آزمایشی بر روی شبکه اینترنت قرار گرفت. خبرگزاری مهر سوم تیرماه سال ۱۳۸۲ همزمان با روز اطلاع‌رسانی دینی فعالیت رسمی خود را به دو زبان فارسی و انگلیسی آغاز کرد و بخش عربی «مهر» نیز ۱۴ دی ۱۳۸۲، فعال شد.
مهر به‌عنوان چهلمین عضو رسمی اتحادیه خبرگزاری‌های آسیا و اقیانوسیه «اوآنا» در سیزدهمین نشست عمومی این اتحادیه در جاکارتا پذیرفته شد. در سال ۲۰۰۹ نیز خبرگزاری مهر، میزبان سی و یکمین اجلاس هیئت اجرائی اوآنا و پنجمین اجلاس گروه کارشناسی فنی در تهران شد و مبتکر تهیه پرچم اوآنا برای اولین بار بود.
مدیریت این خبرگزاری از آبان ۱۳۸۹ برعهده رضا مقدسی قرار گرفت. در این دوره زبان‌های کردی و ترکی استانبولی اردو، آلمانی و روسی به مهر اضافه شد که البته برخی از آنها در سال‌های بعد تعطیل شدند.
مجله مهر نیز به عنوان خروجی دوم خبرگزاری مهر از بهمن ۹۱ برای تعامل بهتر با کاربران آغاز به کار کرد.
مدیرعامل فعلی مهر محمد مهدی رحمتی است که در ۲۸ فروردین ۱۴۰۲ جایگزین محمد شجاعیان شد.

## نمای کلی
خبرگزاری مهر در حال حاضر، دارای ۴ اداره کل اخبار داخلی، اخبار خارجی، اخبار استان‌ها و رسانه‌های نو است. بخش اخبار داخلی در قالب ۱۰ سرویس خبری فعال در حوزه‌های فرهنگ، هنر، دین و اندیشه، حوزه و دانشگاه، دانش و فناوری، جامعه، اقتصاد، بازار، ورزشی، سیاست و عکس منتشر می‌کند. اداره کل اخبار خارجی مهر، در دو بخش بین‌الملل و زبان‌های خارجی فعال است و در اداره رسانه‌های نو نیز به تولید محتوا برای شبکه‌های اجتماعی، فیلم، اینفوگرافیک و.. مشغول است.
این خبرگزاری ۵ دفتر منطقه‌ای و ۳۰ نماینده استانی فعال در سراسر کشور دارد و بیش از ۳۰۰ خبرنگار و ویراستار در دفاتر آن مشغول به کار هستند.
خبرگزاری مهر، درحال حاضر اخبار را به شش زبان فارسی، انگلیسی، کردی، عربی، اردو و ترکی استانبولی منتشر می‌کند.

## حضور در مجامع بین‌المللی
خبرگزاری مهر در سیزدهمین مجمع عمومی سازمان خبرگزاری‌های آسیا-اقیانوسیه به میزبانی اندونزی در جاکارتا به این سازمان پیوست و توانست در همین مدت کوتاه نقشی فعال در آن سازمان ایفا کند. این خبرگزاری همچنین در سال ۲۰۰۹ میزبان سی و یکمین اجلاس هیئت اجرایی اوآنا و پنجمین اجلاس گروه کارشناسی فنی در تهران و مبتکر پرچم اوآنا برای اولین بار بوده است.
خبرگزاری مهر در کنفرانس‌های مهم بین‌المللی همچون: المپیک رسانه‌ها (چین۲۰۰۹)، نشست سران اوآنا (کره جنوبی۲۰۱۰)، چهاردهمین مجمع عمومی «اوآنا» (استانبول ۲۰۱۰)، سومین کنگره جهانی خبرگزاری‌ها (آرژانتین ۲۰۱۰) سی‌وسومین نشست کمیته اجرایی و بیست و هفتمین نشست گروه فنی-خبری اوآنا (مغولستان، اولان‌باتور ۲۰۱۱)، جشن پنجاهمین سال تأسیس اوآنا (بانکوک، تایلند ۲۰۱۲) دومین اجلاس جهانی رسانه‌ها (مسکو ۲۰۱۲) حضور فعال داشته و میهمان ویژه سومین کنگره جهانی خبرگزاری‌ها (بوینس آیرس، آرژانتین۲۰۱۰) بوده است.
شرکت در کنفرانس‌های متعددی از جمله سی و هشتمین اجلاس کمیته فنی و اجرایی اوآنا (فوریه ۲۰۱۵)، سی و نهمین اجلاس کمیته فنی و اجرایی اوآنا (نوامبر ۲۰۱۵)، اجلاس جهانی اقتصادی قزاقستان (۲۰۱۶)، اجلاس جهانی رسانه‌ای اقتصادی سن پترزبورگ روسیه (۲۰۱۶)، اجلاس رسانه‌ای جاده ابریشم چین (۲۰۱۶)، اعزام خبرنگار به نمایشگاه صنعت حلال تایلند به دعوت رسمی دولت تایلند (۲۰۱۶)، اعزام خبرنگار به دوره آموزشی خبرگزاری اسپوتنیک روسیه (۲۰۱۶)، کنفرانس رسانه‌های اسلامی در اندونزی (۲۰۱۶) و پنجمین کنگره جهانی خبرگزاری‌ها در آذربایجان (نوامبر ۲۰۱۶) بخش دیگری از فعالیت‌های بین‌المللی این خبرگزاری تا سال ۲۰۱۶ میلادی است.

## انتشارات رسانه مهر
خبرگزاری مهر از ۱۳۹۰ مجوز انتشارات رسانه مهر را از وزارت فرهنگ و ارشاد اسلامی دریافت کرده است. برخی از کتاب‌های منتشر شده این انتشارات عبارتند از:
- جای پای جلال نوشته مهدی قزلی[۱۳]
- حرفه‌ای نوشته مرتضی قاضی (نگاهی به زندگی جواد شریفی راد، سرتیم خنثی‌سازی نیروی هوایی ارتش و از متخصصین جلوه‌های ویژه سینما)[۱۴]
- واژه‌نامه اصطلاحات مطبوعاتی فارسی –انگلیسی[۱۵]

## همکاری با رسانه‌های بین‌المللی
با توجه به فعالیت خبرگزاری مهر به ۶ زبان فارسی، عربی، انگلیسی، ترکی، اردو، کردی، بسیاری از رسانه‌های خارجی ضمن اعلام آمادگی برای ایجاد دفاتر نمایندگی در منطقه مورد نظر برای تبادل اخبار و انعکاس وقایع مهم خبری دو کشور اقدام به امضاء تفاهم‌نامه همکاری با خبرگزاری مهر کرده‌اند.
خبرگزاری مهر با بیش از ۲۰ خبرگزاری معتبر دنیا از جمله خبرگزاری‌های شینهوا (چین)، کیودو (ژاپن)، پی تی آی (هند)، افه (اسپانیا)، برناما (مالزی)، یونهاپ (کره جنوبی)، پرنسا لاتینا (کوبا)، وی‌ان‌ای (ویتنام)، جیهان و ترکیش ویکلی (ترکیه)، آنتارا (اندونزی)، ترند (آذربایجان)، اینترفکس (روسیه)، مونتسامه (مغولستان)، سانا (سوریه)، ای‌پی‌پی (پاکستان)، پی‌ان‌ای (فیلیپین)، آلبانین دیلی نیوز (آلبانی)، تاس (روسیه)، اگرپرس (رومانی)، نیوزیانا (زیمبابوه)، پیرولی (گرجستان) و آوا (افغانستان) قرارداد همکاری امضا کرده است.

## فیلترینگ
خبرگزاری مهر در تاریخ ۱۳ خرداد ۱۳۹۲ و پس از انتشار مصاحبه ای با مدیرمسئول سایت صراط نیوز، با دستور کارگروه تعیین مصادیق محتوای مجرمانه موقتاً فیلتر شد.